# Jeff Chychrun
Jeff Chychrun (né le 3 mai 1966 à Montréal au Canada) est un ancien joueur canadien professionnel de hockey sur glace qui évoluait au poste de défenseur. Il est le père du joueur de hockey professionnel, Jakob Chychrun.

## Carrière
Chychrun fut choisi à la 37e position du repêchage d'entrée dans la LNH 1984 par les Flyers de Philadelphie. Il fit ses débuts dans la LNH en 1986-1987 avec les Flyers avec qui il passera cinq saisons. Il jouera ensuite avec les Kings de Los Angeles et les Penguins de Pittsburgh, gagnant la Coupe Stanley en 1992 avec ces derniers. Il terminera sa carrière avec les Oilers d'Edmonton.

## Statistiques
Pour les significations des abréviations, voir Statistiques du hockey sur glace.
| Saison     | Équipe                 | Ligue      |     | Saison régulière | Saison régulière | Saison régulière | Saison régulière | Saison régulière |    | Séries éliminatoires | Séries éliminatoires | Séries éliminatoires | Séries éliminatoires | Séries éliminatoires |
| Saison     | Équipe                 | Ligue      | PJ  | B                | A                | Pts              | Pun              | PJ               | B  | A                    | Pts                  | Pun                  |                      |                      |
| 1983-1984  | Canadians de Kingston  | LHO        | 63  | 1                | 13               | 14               | 137              | --               | -- | --                   | --                   | --                   |                      |                      |
| 1984-1985  | Canadians de Kingston  | LHO        | 58  | 4                | 10               | 14               | 206              | --               | -- | --                   | --                   | --                   |                      |                      |
| 1985-1986  | Bears de Hershey       | LAH        | --  | --               | --               | --               | --               | 4                | 0  | 1                    | 1                    | 9                    |                      |                      |
| 1985-1986  | Wings de Kalamazoo     | LIH        | --  | --               | --               | --               | --               | 3                | 1  | 0                    | 1                    | 0                    |                      |                      |
| 1985-1986  | Canadians de Kingston  | LHO        | 61  | 4                | 21               | 25               | 127              | 10               | 2  | 1                    | 3                    | 17                   |                      |                      |
| 1986-1987  | Bears de Hershey       | LAH        | 74  | 1                | 17               | 18               | 239              | 4                | 0  | 0                    | 0                    | 10                   |                      |                      |
| 1986-1987  | Flyers de Philadelphie | LNH        | 1   | 0                | 0                | 0                | 4                | --               | -- | --                   | --                   | --                   |                      |                      |
| 1987-1988  | Bears de Hershey       | LAH        | 55  | 0                | 5                | 5                | 210              | 12               | 0  | 2                    | 2                    | 44                   |                      |                      |
| 1987-1988  | Flyers de Philadelphie | LNH        | 3   | 0                | 0                | 0                | 4                | --               | -- | --                   | --                   | --                   |                      |                      |
| 1988-1989  | Flyers de Philadelphie | LNH        | 80  | 1                | 4                | 5                | 245              | 19               | 0  | 2                    | 2                    | 65                   |                      |                      |
| 1989-1990  | Flyers de Philadelphie | LNH        | 79  | 2                | 7                | 9                | 248              | --               | -- | --                   | --                   | --                   |                      |                      |
| 1990-1991  | Flyers de Philadelphie | LNH        | 36  | 0                | 6                | 6                | 105              | --               | -- | --                   | --                   | --                   |                      |                      |
| 1991-1992  | Kings de Los Angeles   | LNH        | 26  | 0                | 3                | 3                | 76               | --               | -- | --                   | --                   | --                   |                      |                      |
| 1991-1992  | Penguins de Pittsburgh | LNH        | 17  | 0                | 1                | 1                | 35               | --               | -- | --                   | --                   | --                   |                      |                      |
| 1991-1992  | Roadrunners de Phoenix | LIH        | 3   | 0                | 0                | 0                | 6                | --               | -- | --                   | --                   | --                   |                      |                      |
| 1992-1993  | Kings de Los Angeles   | LNH        | 17  | 0                | 1                | 1                | 23               | --               | -- | --                   | --                   | --                   |                      |                      |
| 1992-1993  | Penguins de Pittsburgh | LNH        | 1   | 0                | 0                | 0                | 2                | --               | -- | --                   | --                   | --                   |                      |                      |
| 1992-1993  | Roadrunners de Phoenix | LIH        | 11  | 2                | 0                | 2                | 44               | --               | -- | --                   | --                   | --                   |                      |                      |
| 1993-1994  | Oilers du Cap-Breton   | LAH        | 41  | 2                | 16               | 18               | 111              | --               | -- | --                   | --                   | --                   |                      |                      |
| 1993-1994  | Oilers d'Edmonton      | LNH        | 2   | 0                | 0                | 0                | 0                | --               | -- | --                   | --                   | --                   |                      |                      |
| Totaux LNH | Totaux LNH             | Totaux LNH | 262 | 3                | 22               | 25               | 742              | 19               | 0  | 2                    | 2                    | 65                   |                      |                      |